# Le Fantôme de Canterville (film, 2016)
Pour l’article homonyme, voir Le Fantôme de Canterville.
Pour plus de détails, voir Fiche technique et Distribution.
Le Fantôme de Canterville est une comédie fantastique franco-belge réalisée par Yann Samuell, sortie en 2016.
Il a été présenté en « hors compétition » au Festival international du film fantastique de Gérardmer en janvier 2016.

## Synopsis
Au fin fond d'une Bretagne de légendes, le fantôme d'Aliénor de Canterville est condamné à hanter le château de sa famille et à en faire fuir tout nouvel habitant. Elle remplit cette mission à merveille, aidée de Gwilherm, son fidèle serviteur. Mais lorsque les Otis, une famille fuyant la vie parisienne, achètent le château, Aliénor se désole car elle n'arrive pas à effrayer cette tribu du XXIe siècle… Pire : les enfants la ridiculisent et les parents l'ignorent. Seule Virginia Otis, âgée de quinze ans, émue par le sort du fantôme de Canterville, cherchera à la délivrer de la malédiction qui pèse sur elle…

## Fiche technique
- Titre original : Le Fantôme de Canterville
- Réalisation : Yann Samuell
- Scénario : Yves Marmion, d'après l’œuvre d'Oscar Wilde
- Costumes : Gaëtane Paulus
- Photographie : Antoine Roch[1]
- Montage : Yann Samuell[1]
- Musique : Matthieu Gonet
- Effets visuels numérique: MAC GUFF (Paris) - UMEDIA VFX (Paris)
- Production : Yves Marmion
- Sociétés de production : Les Films du 24 ; Umedia (co-production)
- Société de distribution : UGC (France)
- Pays d'origine :  France et  Belgique
- Langue originale : français
- Format : couleur
- Genre : comédie fantastique
- Durée : 92 minutes[1]
- Dates de sortie :
  - France, Suisse romande : 29 janvier 2016[1] (Festival international du film fantastique de Gérardmer) ; 6 avril 2016

## Distribution
- Audrey Fleurot : Aliénor de Canterville
- Michaël Youn : Gwilherm
- Michèle Laroque : Élisabeth Otis
- Lionnel Astier : Alain Otis
- Julien Frison : Erwan de Canterville (descendant d'Aliénor)
- Mathilde Daffe : Virginia Otis
- Didier Gesquière : Castel-Bernier

## Production

### Attribution des rôles
En octobre 2014, le film est d'abord annoncé avec Sophie Marceau dans le rôle féminin principal. Il est finalement tourné avec Audrey Fleurot, Michaël Youn et Michèle Laroque.

### Tournage

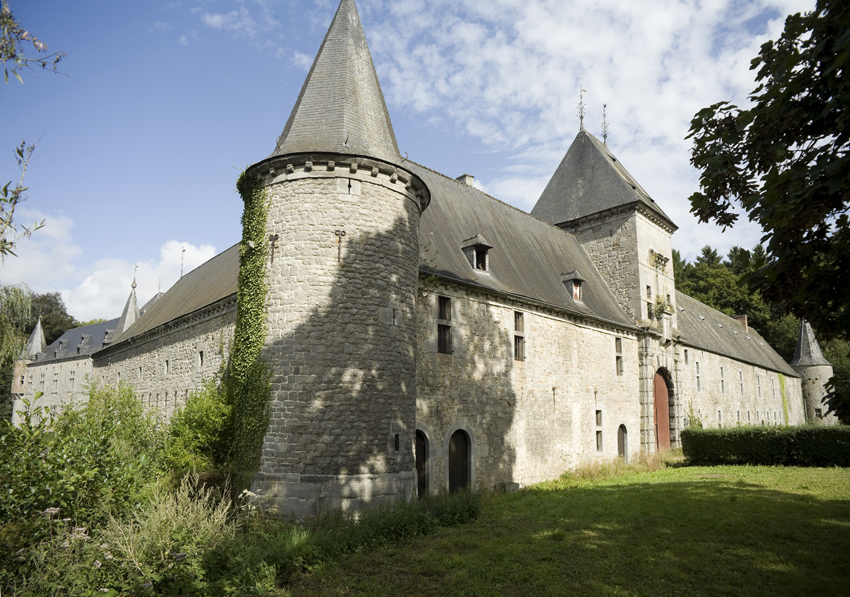
Le château de Spontin.

Yann Samuell et l'équipe de la production filment, en début janvier 2015, la plupart des scènes au château de Spontin dans la province de Namur,.

## Accueil

### Sortie
Le Fantôme de Canterville a été sélectionné en « Hors compétition » et projeté en pleine « séance enfants » au Festival international du film fantastique de Gérardmer, le 29 janvier 2016. Il est sorti dans toute la France et la Suisse le 6 avril 2016.

## Distinctions

### Nominations
- Festival international du film fantastique de Gérardmer 2016 : « Hors compétition[1] »